# Wakō, Saitama
Wakō (japanska: 和光市?, Wakō-shi) är en stad i Saitama prefektur i Japan vid gränsen mot Tokyo. Staden fick stadsrättigheter 1970.